# Anselmo Vivanti
Anselmo Sansone Vivanti (Mantova, 19 marzo 1827 – Milano, 4 novembre 1890) è stato un patriota italiano.

## Biografia
Figlio di Elia e di Eva Norlenghi (morta a Mantova nel 1864), apparteneva ad un'antica famiglia ebraica.
Nella città natale iniziò l'attività di commerciante di seta e si legò, forse senza matrimonio, a Giuditta Polettini, da cui ebbe tre figli dichiarati “naturali” (Arnaldo, 1850, e Ferruccio, 1851 entrambi nati a Mantova; Luisa, nel 1853, nata a Zurigo).
Di accesi ideali legati al mazzinianesimo, ancora giovanissimo partecipò con la Legione dei Bersaglieri Mantovani alle due battaglie di Governolo nel 1848, e nel 1849 accorse col Battaglione Universitario Genovese alla difesa di Roma, restando ferito il 30 giugno 1849 a Villa Pamphili, nella Legione Garibaldi, insieme a Goffredo Mameli. Prese poi parte attiva nei moti risorgimentali di Belfiore del 1851-52: il suo nome compare per la prima volta fra i partecipanti alla seconda riunione di cospiratori presieduta da Enrico Tazzoli il 12 novembre 1850. I documenti della polizia austriaca affermano che «fu agente attivissimo e come la sua casa fu disposta ad uso arsenale e tenne anche presso di sé per qualche tempo torchio a stampa».
Fuggito per scampare la condanna a morte, dichiarata nel luglio del 1852, riparò in Piemonte. Arrestato ancora nel febbraio 1853 con l'accusa di contrabbando, ma subito dopo rilasciato, espatriò in Svizzera con passaporto sabaudo. Nell'aprile 1853 ottenne un permesso di soggiorno a Ginevra per sé e per Giuditta Polettini, come riporta la documentazione locale. Nel giugno dello stesso anno si spostò da solo a Lugano.
Fu forse a Zurigo che, fra il 1853 e il 1854 conobbe Anna Lindau, con la quale si sposò e da cui ebbe gli altri figli: Italo (1855), Anselmo Luis (1856), Eva (1861) ed Anna Emilia, detta Annie (1866). I documenti britannici registrano il matrimonio nella seconda metà del 1856.
Nel 1855 l'intera famiglia si trasferì nel Regno Unito (nei documenti britannici del 1856 risulta residente nel distretto di Chamberwell), e dal 1864 dimorò stabilmente nella Park House, situata nel sobborgo londinese di Norwood (fino al 1863 i Vivanti risultano abitanti a Threadneedle Street). Nonostante fosse stato incluso nell'amnistia che su suggerimento del fratello Massimiliano, l'imperatore Francesco Giuseppe concesse fin dal gennaio 1857 a 32 implicati nei moti mantovani, Anselmo non fece ritorno in Italia e nel 1861 chiese per sé e per i familiari la cittadinanza britannica, che però non ottenne.
Considerato dalla polizia austriaca "uno dei più caldi e aderenti amici di Mazzini", continuò dall'Inghilterra a cospirare attivamente contro il governo asburgico, ospitando molti esuli ed accrescendo la sua notorietà: dopo l'Unità fu membro del Comitato di italiani che accolse Garibaldi durante la sua visita a Londra nel 1864, della commissione istituita dal Governo italiano per la Mostra del Lavoro a Londra nel 1870 e del Comitato che nel 1879 il Governo italiano nominò per la tutela degli operai partecipanti alla Esposizione Internazionale Statutaria. Nel giugno 1871 parlò innanzi al feretro che racchiudeva le ceneri di Ugo Foscolo, allora ritrovate nel cimitero di Chyswick.
Parallelamente all'attività politica, Anselmo proseguì con successo la sua carriera di commerciante di seta, e nel 1868 fondò a Londra la ditta tessile "Vivanti & co." con sede a St Mary Axe in Jeffery Square che però fallì il 5 gennaio 1873. In seguito a questo avvenimento, nel maggio dello stesso anno Anselmo rientrò in Italia, dove rimase a fasi alterne fino al 1880, ed a Milano fu membro attivo del Comizio dei Veterani Lombardi. Nel frattempo, in Giappone, i due figli primogeniti fondarono la ditta serica Vivanti Brothers grazie certamente alle entrature politico - diplomatiche di Rudolf Lindau, fratello di Anna. Negli anni Ottanta, l'attività si allargò agli Stati Uniti, paese in cui Anselmo si trasferì dopo la morte della moglie Anna (1880) e il nuovo matrimonio con Teresa Gancia: un suo sbarco a New York, dalla nave Umbria, porta la data del 30 novembre 1885 ed Anselmo è registrato assieme alla figlia Annie.
A New York, personaggio celebrato per il suo passato risorgimentale, Anselmo divenne presidente della Camera di Commercio Italiana di New York e terzo presidente della Società Reduci dalle patrie battaglie (4 settembre 1886 - 22 aprile 1888) e conservò la carica onoraria a vita, dopo aver ceduto il posto ad Adriano Lemmi per recarsi in Giappone in seguito alla morte del figlio Arnaldo.
Ammalatosi, tornò a curarsi a Milano dove morì per apoplessia alle una del 4 novembre 1890 nella sua casa in via Morigi n. 5. La notizia della sua morte fu accolta con molta commozione fra gli emigrati italiani d'America, e la Società dei Reduci delle patrie battaglie abbrunò la bandiera per trenta giorni in segno di lutto.
Nell'ottobre del 1870 Anselmo, la moglie Anna e la figlia Luisa furono ospiti in casa di Karl Marx. Durante quel soggiorno, nel diario di Jenny Marx, Anselmo lasciò un curioso ritratto di sé, dichiarando che la sua virtù preferita era la modestia, la qualità che apprezzava in un uomo era la sincerità ed in una donna l'amore; diceva che la sua principale caratteristica fosse la perseveranza e la sua idea di felicità consistesse nel dolce far niente, mentre quella di infelicità stesse tutta nel dovere andare in città. Scusava il vizio dell'eccessiva generosità, mentre condannava la doppiezza e avversava la polemica. Luigi XI era il personaggio storico che non amava, mentre Dante era il suo poeta prediletto, e Macaulay il prosatore. La sua occupazione preferita era quella di prendere in giro le sue figlie più piccole, la sua massima era "fatti e non parole", e il suo motto: se puoi farlo oggi, non farlo domani!.